# The Dreams We Have as Children
Albums par Noel Gallagher
Noel Gallagher's High Flying Birds
(2011)
The Dreams We Have as Children (Les Rêves Que nous Avons étant Enfants en français) est le premier album solo de Noel Gallagher, le guitariste et compositeur du groupe anglais de rock alternatif Oasis. Il a été enregistré au Royal Albert Hall de Londres le 27 mars 2007 au profit d'une association caritative anglaise, Teenage Cancer Trust (en), qui aide les enfants et adolescents touchés par le cancer. Gem Archer, le guitariste rythmique et claviériste de Oasis joue avec Noel, ainsi que le batteur Terry Kirkbride, qui avait déjà joué avec Oasis auparavant. Noel a également invité son mentor et ami Paul Weller pour chanter une de ses chansons, The Butterfly Collector, et pour reprendre avec lui la chanson All You Need Is Love des Beatles. Le titre de l'album résulte d'une phrase de la chanson Fade Away. L'album est sorti en format numérique le 5 mai 2009.
L'album a passé plus d'une semaine au top 1 des charts single d'iTunes, mais n'a pas pu être pris en compte par le classement anglais des ventes d'albums en raison de l'absence de publication physique.
D'autres groupes ont participé à l'action de Teenage Cancer Trust au Royal Albert Hall, comme Kasabian qui a sorti ce live dans un album, West Ryder Pauper Lunatic Asylum ou Antony and the Johnsons.

## Liste des titres
Toutes les chansons sont de Noel Gallagher, sauf contre-indication. On voit ici les titres des chansons ainsi que les albums dans lesquels elles sont parues.
1. (It's Good) to Be Free (face B de Whatever (1994), présente dans The Masterplan (1998))
2. Talk Tonight (face B de Some Might Say (1995))
3. Fade Away (face B de Cigarettes and Alcohol (1994) et Whatever)
4. Cast No Shadow (dans (What's the Story) Morning Glory? (1995))
5. Half the World Away (face B de Whatever)
6. The Importance of Being Idle'(dans Don't Believe the Truth (2005))
7. The Butterfly Collector (composé par et avec Paul Weller, dans Snap! (1983))
8. All You Need Is Love (avec Paul Weller, composé par John Lennon/Paul McCartney, single (1967))
9. Don't Go Away (dans Be Here Now (1997))
10. Listen Up (face B de Cigarettes and Alcohol, présente dans The Masterplan)
11. Sad Song (dans Definitely Maybe)
12. Wonderwall (dans (What's the Story) Morning Glory?)
13. Slide Away (dans Definitely Maybe et face B de la version japonaise du single Don't Go Away (1997))
14. There Is a Light That Never Goes Out (Morrissey / Johnny Marr, dans The Queen Is Dead (1986))
15. Don't Look Back in Anger (dans (What's the Story) Morning Glory?)
16. Married with Children (dans Definitely Maybe)

## Artistes
- Noel Gallagher - chant, guitare acoustique
- Gem Archer - guitare électrique, claviers
- Terry Kirkbride - batterie
- Paul Weller - guitare acoustique et chant (sur les pistes 7 et 8)